# فریم کلیدی
فریم‌های کلیدی (به انگلیسی: Key frame) در انیمیشن فریم‌هایی هستند که ابتدا و انتهای یک حرکت یا تغییر جهت یک حرکت را مشخص می‌کنند. مثال: مشت بسته‌ای باز می‌شود. فریم کلید اول مشت بسته و فریم کلیدی بعدی دست در حالت باز کشیده می‌شود.

مشخص کردن مسیر حرکت یک شی با استفاده از فریم‌های کلیدی
انیمیشن کامل
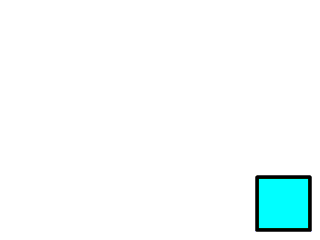
فریم کلیدی پایانی
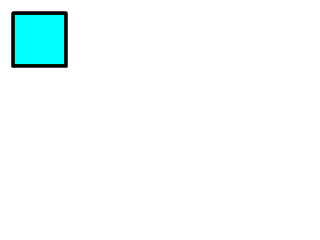
فریم کلیدی آغازین